# أرفوريدو
أرفوريدو بلدية في ولاية سانتا كاتارينا في المنطقة الجنوبية من البرازيل.